# Arrondissement Bourges
Bourges is een arrondissement van het Franse departement Cher in de regio Centre-Val de Loire. De onderprefectuur is Bourges.

## Kantons
Het arrondissement was tot 2014 samengesteld uit de volgende kantons:
- Kanton Les Aix-d'Angillon
- Kanton Baugy
- Kanton Bourges-1
- Kanton Bourges-2
- Kanton Bourges-3
- Kanton Bourges-4
- Kanton Bourges-5
- Kanton Chârost
- Kanton Henrichemont
- Kanton Léré
- Kanton Levet
- Kanton Saint-Doulchard
- Kanton Saint-Martin-d'Auxigny
- Kanton Sancergues
- Kanton Sancerre
- Kanton Vailly-sur-Sauldre

Na de herindeling van de kantons bij decreet van 21 februari 2014 met uitwerking op 22 maart 2015 omvat het arrondissement volgende kantons:
- Kanton Avord
- Kanton Bourges-1
- Kanton Bourges-2
- Kanton Bourges-3
- Kanton Bourges-4
- Kanton Chârost
- Kanton Saint-Doulchard
- Kanton Saint-Germain-du-Puy
- Kanton Saint-Martin-d'Auxigny (deel : 12/15)
- Kanton Sancerre
- Kanton Trouy  (deel : 13/23)